# Madžari (Sisak)
Madžari is een plaats in de gemeente Sisak in de Kroatische provincie Sisak-Moslavina. De plaats telt 245 inwoners (2001).